# Phine
Phine là một huyện (muang, mường)  thuộc tỉnh Savannakhet ở hạ Lào.